# Philipspaviljongen

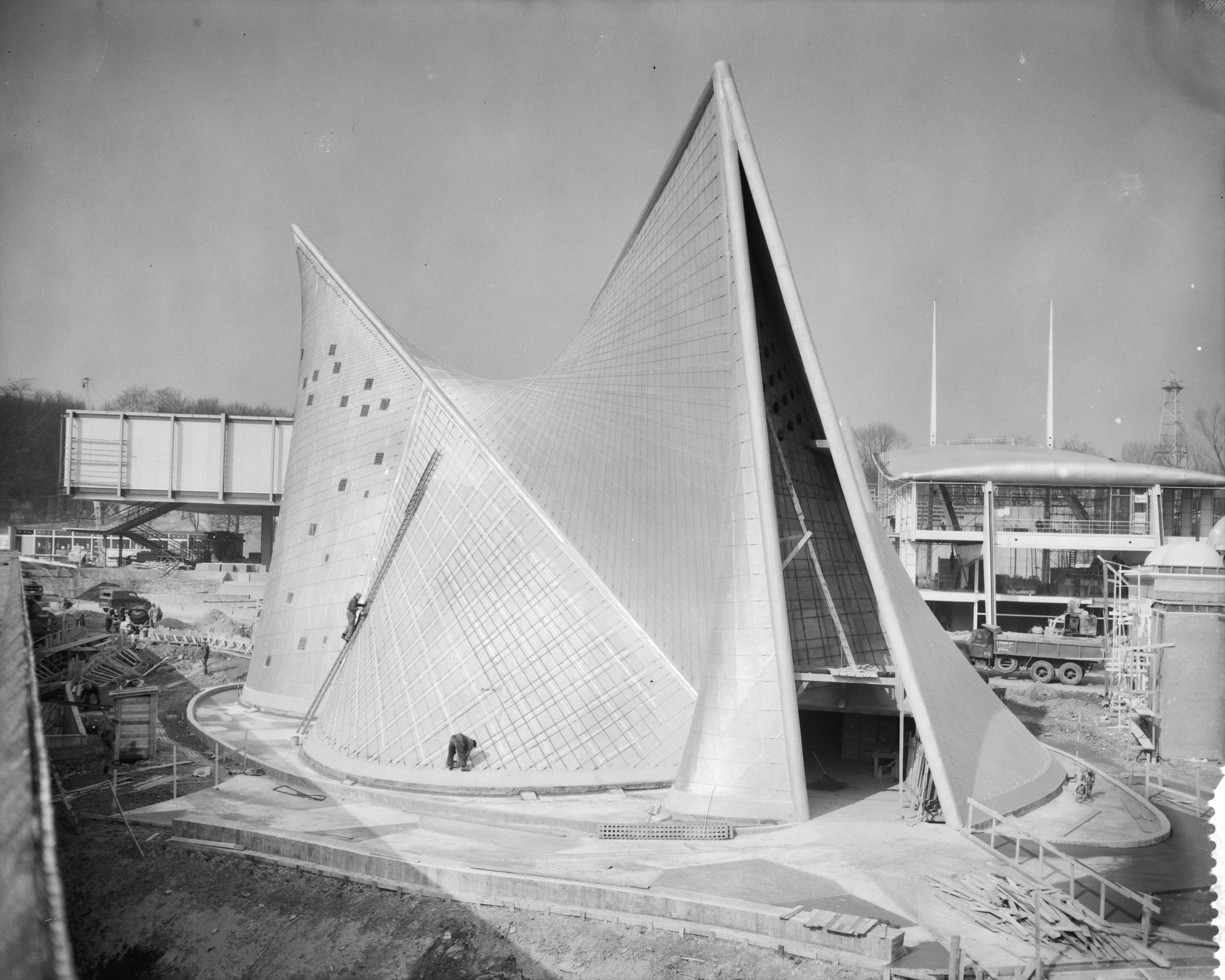
Philipspaviljongen

Philipspaviljongen var en utställningshall för företaget Philips som byggdes inför Världsutställningen i Bryssel 1958. 
Byggnaden ritades av den berömde arkitekten Le Corbusier, som fått uppdraget sedan en chef vid Philips besökt den samtida kyrkan Notre Dame du Haut i Ronchamp. Byggnadsstrukturen, som utvecklades i samarbete med tonsättaren Iannis Xenakis, bestod av lutande, hyperboliska paraboloider, uppspända på ett skelett av stål och betong. Strukturen inneslöt en organiskt formad utställningshall med projicerade bilder och den elektriska symfonin Poème électronique av Edgar Varèse som strömmade ut ur 425 högtalare. Syftet var att visa upp ny teknologi från Philips via en konstupplevelse i flera dimensioner.
När världsutställningen avslutades under hösten 1958 revs Philpspaviljongen.